# Steins;Gate
Steins;Gate es una novela visual japonesa desarrollada por 5pb. y Nitroplus y lanzada el 15 de octubre de 2009 para Xbox 360. Es la segunda colaboración entre las dos compañías, después de Chaos;Head. Una versión para el sistema operativo Windows fue lanzada el 26 de agosto de 2010 y para PlayStation Portable el 23 de junio de 2011. El equipo de desarrollo describe el juego como una «ADV de ciencia hipotética» (想 定 科学 ADV Sōtei Kagaku ADV?). La jugabilidad sigue una trama no lineal que se ramifica mediante un sistema de decisiones con múltiples finales.
La historia gira en torno a Rintaro Okabe que, junto a sus amigos Mayuri Shiina e Itaru Hashida, descubre que ha creado por accidente una máquina capaz de enviar mensajes al pasado. Mientras investigan este fenómeno, se topan con la joven y prodigiosa Kurisu Makise, y juntos descubren la verdad tras una conspiración mundial llevada por una organización secreta.
Una adaptación al manga ilustrada por Yomi Sarachi comenzó a publicarse en 2009 en Japón. Una segunda serie de manga, Steins;Gate:Bōkan no Rebellion, ilustrada por Kenji Mizuta y con Suzuha como protagonista, comenzó a publicarse en la revista Comic Blade a finales del mismo año. Una tercera serie de manga ilustrada por Takeshi Mizoguchi y centrada en el pasado de Yugo Tenoji comenzó a publicarse en 2010. La adaptación al anime realizada por el estudio White Fox comenzó su emisión en Japón en abril de 2011 y finalizó en septiembre del mismo año. La película de animación Steins;Gate: Fuka Ryōiki no Déjà vu tuvo su estreno el 20 de abril de 2013. Un fan disc del videojuego titulado Steins;Gate: Hiyoku Renri no Darling fue publicado el 16 de junio de 2011. La secuela anticanónica con estética en 8 bits Steins;Gate: Hen'i Kuukan no Octet fue publicada el 28 de octubre de 2011 para Windows. Otro juego, Steins;Gate: Senkei Kousoku no Phenogram, fue publicado el 25 de abril de 2013 para PS3 y Xbox 360, y, posteriormente, para PS Vita, iOS, PS4 y Windows. La secuela titulada Steins;Gate 0 fue publicada el 10 de diciembre de 2015 para PS3, PS4 y PS Vita, y recibió su adaptación al anime en 2018. La versión del videojuego original titulado Steins;Gate Elite fue publicado en 2019 para PS4, PS Vita, Nintendo Switch y Windows en 2019, incluyendo escenas animadas del anime además de otras originales del título. Junto a la versión de Nintendo Switch se incluyó una entrega completamente nueva llamada 8-bit ADV Steins;Gate con un estilo similar al de los videojuegos de aventura de Famicom.

## Argumento

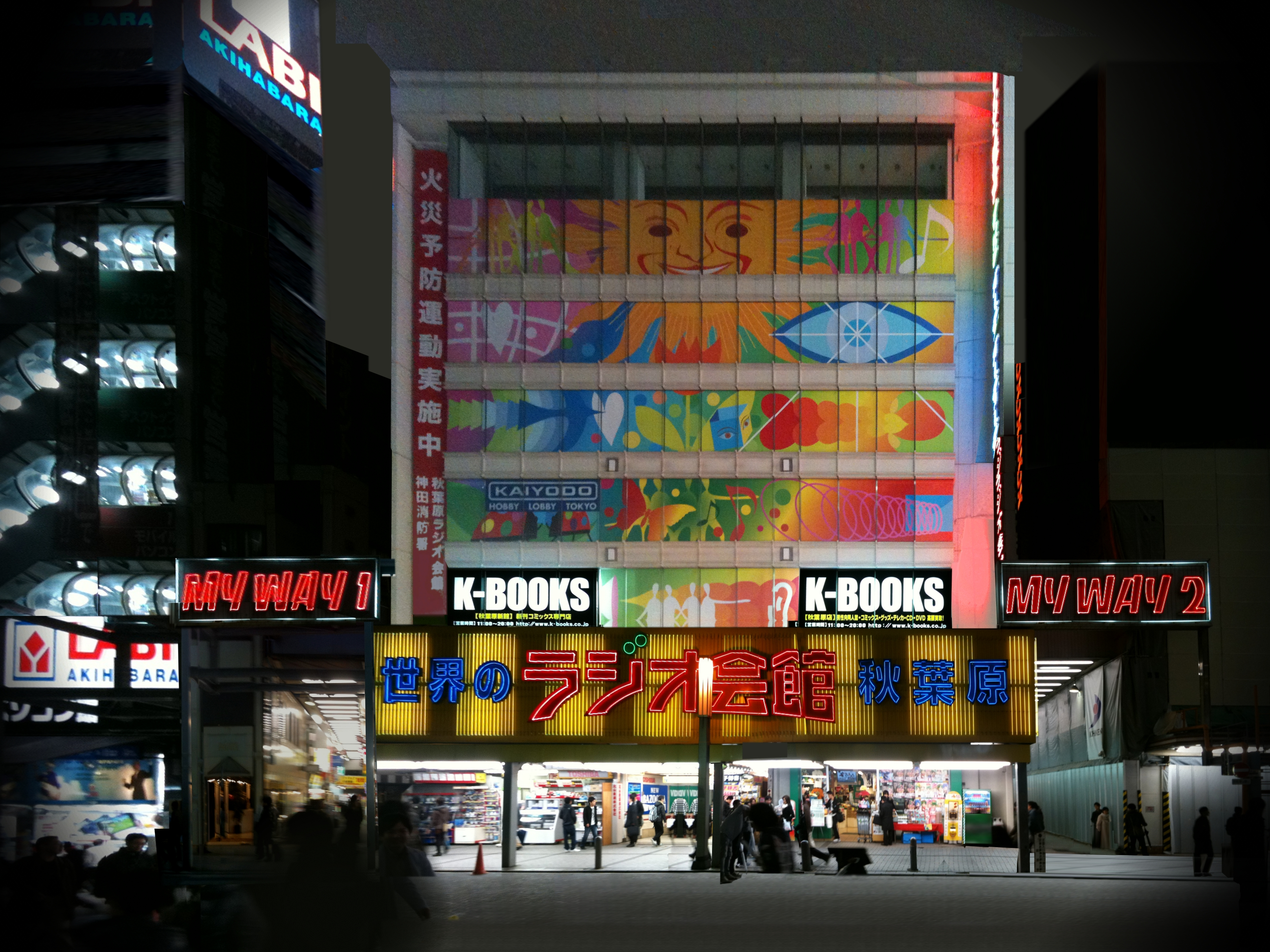
Akihabara Radio Kaikan, edificio que se puede ver en el juego.

### Ambientación y temas
Steins;Gate se sitúa en el verano de 2010 en Akihabara. Los escenarios del juego se basan en lugares reales de la zona, como el edificio de Radio Kaikan. Según Chiyomaru Shikura, quien dirigió la planificación, fue elegido por ser el lugar ideal para entusiastas de la invención que quieran adquirir componentes de hardware. La noción del tiempo, el viaje en el tiempo y la causalidad son temas recurrentes a lo largo de la historia, pues el protagonista viaja al pasado en numerosas ocasiones para llevar a cabo diferentes acciones en un intento de alterar lo que ha sucedido en el futuro.

### Personajes
Rintarou Okabe (岡部倫太郎 Okabe Rintarō?)
Voz por: Mamoru Miyano, Aldo Ramírez (español latino)
El protagonista de la historia. Se auto-proclama un científico loco y se refiere a sí mismo bajo el alias de Kyoma Hooin (鳳凰院凶真 Hōōin Kyōma?), que es como quiere que se le conozca. Mayuri y Daru lo llaman Okarin (オカリン?), mezcla de su nombre y apellido. Es el fundador y miembro 001 de lo que llama el Laboratorio de los Artefactos del Futuro (未来ガジェット研究所 Mirai Gadget Kenkyuujo?), donde pasa la mayor parte de su tiempo. Actúa de manera delirante y paranoica. Menciona con frecuencia a la «organización» que está tras él, habla consigo mismo en su teléfono y entra en ataques de risa maníaca. La mayor parte del tiempo adopta una personalidad arrogante. Suele usar una bata de laboratorio; tiene 18 años y es estudiante de primer año en la Universidad de Tokio Denki. Es el único que tiene la capacidad de no ser afectado por los cambios ocurridos durante los experimentos, pudiendo así recordar todo lo sucedido.
Kurisu Makise (牧瀬紅莉栖 Makise Kurisu?)
Voz por: Asami Imai, Camila Vázquez (español latino)
Principal protagonista femenina del juego. Investigadora de neurociencia en una universidad estadounidense que entiende y habla inglés. Con su primer paper publicado en la revista académica Sciency (parodia de la revista norteamericana Science) con tan solo 18 años, Kurisu es extremadamente talentosa. Se saltó un grado en el sistema escolar estadounidense. No se lleva bien con su padre y no ha hablado con él en muchos años. Okabe suele llamarla "ayudante", entre otros apodos como "Cristina", "the Zombie" o "Celeb Sev", con los que se burla de ella. Es considerada un personaje tsundere y es usuaria del foro @channel (parodia del foro japonés 2channel) bajo el pseudónimo de Kurigohan Kamehameha, aunque se niega a admitirlo. Tiene 18 años y es la miembro 004 del laboratorio.
Mayuri Shiina (椎名まゆり Shiina Mayuri?)
Voz por: Kana Hanazawa, Estephania Estrada (español latino)
Amiga de la infancia de Okabe y un poco cabeza hueca. Le gusta el cosplay y tiene un trabajo a tiempo parcial en el maid cafe «Mayqueen Nyannyan». Se refiere a sí misma como Mayushii (まゆしぃ?), mezcla de su nombre y apellido. Su manera de hablar cantarina es muy característica y siempre dice tuturú (トゥットゥルーtuturú?) cuando llega a un sitio o se presenta a alguien. Años atrás perdió a su abuela y, para sacarla de su dolor, Okabe la hace su "rehén", cambiando por completo su personalidad por el bien de Mayuri. Tiene 16 años, está en segundo año en una escuela preparatoria privada y es la miembro 002 del laboratorio.
Itaru Hashida (橋田至 Hashida Itaru?)
Voz por: Tomokazu Seki, Iván Fernández (español latino)
Hacker experimentado que conoce a Okabe desde la escuela secundaria. Es muy hábil en la programación de ordenadores y equipos informáticos, tanto viejos como nuevos. También es fanático de todo lo relacionado con la cultura otaku. Sus amigos lo llaman Daru (ダル?), mezcla de nombre y apellido. Okabe también lo llama "Super Hacker", pronunciándolo mal a propósito. Le molesta el comportamiento delirante de Okabe. Es un gran fan de Faris y a menudo dice cosas que podrían considerarse acoso sexual. Tiene 19 años y, al igual que Okabe, es un estudiante de primer año en la Universidad de Tokio Denki. Es el miembro del laboratorio 003.
Moeka Kiryū (桐生萌郁 Kiryū Moeka?)
Voz por: Saori Gotō, Jessica Monzón (español latino)
Una chica que conoce a Okabe por la calle que está en busca de un IBN 5100 (parodia del modelo de computador IBM 5100). No permite que nadie le quite su teléfono móvil y se altera cuando lo intentan. Es muy tímida y prefiere hablar por mensaje de texto aun si la otra persona está delante de ella. Okabe la llama "la del flash". Tiene 20 años y trabaja para una revista. Es la miembro del laboratorio 005.
Luka Urushibara (漆原るか Urushibara Ruka?)
Voz por: Yū Kobayashi, Denisse Leguizamo (español latino)
Amigo de Okabe con aspecto extremadamente femenino y compañero de clase de Mayuri, que insiste en que se pruebe su cosplay. Okabe le llama Lukako (ルカ子?) y lo trata como un alumno. A veces, su apariencia lo mete en situaciones incómodas. Tiene 16 años y es el miembro del laboratorio 006.
Faris Nyannyan (フェイリスニャンニャン Feirisu Nyannyan?)
Voz por: Haruko Momoi, Rose Mendoza (español latino)
Trabaja en el maid cafe «Mayqueen Nyannyan» y es la camarera más popular del local. Su nombre real es Rumiho Akiha (秋叶留未穂?). Tiende a añadir un "miau" (ニャン nyan) en medio y al final de sus frases. Tiene 17 años y es la miembro del laboratorio 007.
Suzuha Amane (阿万音鈴羽 Amane Suzuha?)
Voz por: Yukari Tamura, Monserrat Pérez (español latino)
Empleada a tiempo parcial en el taller de televisores en busca de su padre perdido en Akihabara. Le gusta montar en bicicleta y parece estar en contra de Kurisu por algún motivo. Tiene 18 años y es la miembro del laboratorio 008. También es la protagonista del manga Steins;Gate: Bōkan no Rebellion.
Yugo Tennoji (天王寺裕吾 Yugō Tennōji?)
Voz por: Masaki Terasoma, Mauricio Vázquez (español latino)
Tiene un taller de televisores y es el dueño del piso de Okabe. Vive con su hija Nae; es irascible e impaciente pero se comporta de manera cariñosa cuando está con ella. Okabe lo llama "Mr. Braun", por su pasión por los tubos braun.
Nae Tennoji (天王寺綯 Tennouji Nae?)
Voz por: Ayano Yamamoto, Andrea Ascencio (español latino)
Hija de Yugo, vive con él y se hace amiga de Mayuri y Suzuha, pero le tiene miedo a Okabe. Tiene 11 años.

## Sistema de juego
La mayor parte del juego consiste en leer diálogos entre los personajes o los pensamientos del protagonista, por lo que exige al jugador mínima interacción. Como es normal en el género, hay puntos específicos donde el usuario tiene la opción de afectar la dirección del juego. Para estos puntos de decisión, Steins;Gate ofrece al usuario el sistema phone trigger (フォーントリガー fōn torigaa?), similar al delusional trigger introducido en Chaos;Head. Cuando Okabe recibe una llamada telefónica, el jugador puede decidir si contestar o no la llamada, y los mensajes de texto entrantes contienen palabras concretas subrayadas y resaltadas en azul, como un hiperenlace, mediante las que el jugador puede seleccionar cómo responder al mensaje. Aunque la mayoría de estas llamadas y mensajes no tienen que ser respondidos, hay ciertos puntos donde se requiere que el jugador actúe. Dependiendo de la respuesta, la trama tomará una dirección específica.

## Desarrollo
Steins;Gate es el segundo trabajo de colaboración entre 5pb. y Nitroplus después de Chaos;Head. El juego fue creado con el concepto de «99% ciencia (realidad) y el 1% de fantasía». La planificación de Steins;Gate fue encabezada por Chiyomaru Shikura de 5pb. Los personajes fueron diseñados por Huke mientras que los gadgets fueron diseñados por Sh@rp. Naotaka Hayashi de 5pb escribió el guion con la ayuda de Vio Shimokura de Nitroplus. Tatsuya Matsuhara de 5pb fue el productor y Tosō Pehara de Nitroplus fue el director de arte. La música fue compuesta por Takeshi Abo de 5pb y Toshimichi Isoe de Zizz Studio. Shikura, Hayashi, Matsuhara, Abo, e Isoe habían trabajado antes en Chaos;Head.
Antes del anuncio del juego, un teaser fue presentado en el sitio web de 5pb que simplemente se refería al juego como Project S;G y declarando que iba a ser una colaboración entre 5pb Y Nitroplus. Esto no fue la primera vez que un segundo proyecto de colaboración entre 5pb y Nitroplus fue mencionado en el sitio web de Nitroplus, que había insinuado esto en su página web en su 10º aniversario. Matsuhara, quien también fue el productor de Chaos;Head, había declarado anteriormente que el juego se centraba en Akihabara y que el proyecto con Nitroplus sería la segunda parte de una serie de «novelas de ciencia» (科学ノベル Kagaku Noberu?). El 12 de junio de 2009, el nombre de Steins;Gate fue revelado.
Matsuhara, quien originalmente pensó en el concepto del sistema phone trigger, dijo que inicialmente se quería incorporar el propio teléfono móvil del jugador en el sistema. Sin embargo, la idea fue abandonada debido a la preocupación de chocar con las leyes de privacidad de Japón. Cuando se le preguntó si el sistema phone trigger se podría utilizar en una posible secuela del juego, Hayashi dijo que esperaba que este no fuera el caso, y recordó que pensó en este sistema al escribir el contenido de los mensajes de texto. Aunque Shitakura no contribuyó directamente a la escritura, Hayashi dijo que Shitakura le ayudó con la trama general y prestó asistencia en la segunda mitad de la historia. En particular, Shitakura ayudó mucho en los aspectos de viaje en el tiempo de la historia. Hayashi dijo que aunque él no deseaba repetir el mismo texto una y otra vez, fue inevitable debido a que el jugador tiene que viajar en el tiempo así que trató de poner énfasis en el ritmo general del desarrollo del argumento y cómo se desarrolló la trama. Con respecto al tema del tiempo de viaje, Hayashi dijo que le pareció un tema exagerado y expresó su preocupación cuando escuchó por primera vez la idea de Shikura.
Kana Hanazawa afirmó que estaba feliz de haber sido seleccionada para estar en Steins;Gate ya que no era común para poder desempeñar un papel en un juego serio. También pensó que el juego da al jugador más de una emoción, atrae más que una sensación de miedo y motiva al jugador a seguir leyendo.

### Historia de publicaciones
Steins;Gate se presentó en RTM el 18 de septiembre de 2009, con una demo del juego que puso a disposición un par de semanas más tarde en el Bazar Xbox Live el 7 de octubre de 2009, para los miembros Gold de Xbox Live y luego al público el 14 de octubre de 2009. La demo permite a los jugadores jugar a través del prólogo y primer capítulo del juego. Steins;Gate fue lanzado en dos ediciones, limitada y regular el 15 de octubre de 2009. La edición limitada contiene el juego, un juguete llamado «Gadget futuro # 3 detector de mentiras» del juego y un libro que incluye varias ilustraciones e información general sobre el universo del juego, así como los comentarios de los miembros del personal. Una versión para Windows fue lanzada el 26 de agosto de 2010. Una versión para PlayStation Portable fue lanzado el 23 de junio de 2011. El juego incluye elementos descargables en la versión de Xbox 360, como un nuevo video de apertura, un nuevo tema de la apertura y un nuevo tema de cierre. El juego también será lanzado para dispositivos de Apple iOS en el verano de 2011. El 8 de septiembre de 2016 fue lanzada una nueva versión para Windows, disponible a través de Steam, la que incluye gráficos e ilustraciones en 1080p.

## Otros medios

### Programa de radio de Internet
Un programa de radio de Internet para promover Steins;Gate llamado Steins;Gate Radio Future Gadget Radio Show (Steins;Gate ラジオ　未来ガジェット電波局 Steins;Gate Rajio Mirai Gajetto Denpakyoku?) empezó a transmitirse el 11 de septiembre de 2009. El show fue transmitido en línea todos los viernes, y fue producido por HiBiKi Radio Station. El espectáculo fue conducido por Asami Imai, la actriz de la voz de Kurisu Makise y Kana Hanazawa, la actriz de la voz de Mayuri Shiina. Los invitados que aparecieron en el programa incluyen Yū Kobayashi, la actriz de la voz de Ruka Urushibara, y Ayano Yamamoto, la actriz de la voz de Nae Tenōji (天王寺綯 Tenōji Nae?). El último show fue transmitido el 30 de octubre de 2009. Un CD que contiene un programa especial Comiket con Haruko Momoi, la actriz de la voz de Feiris Nyannyan, como la invitada, fue publicado el 29 de diciembre de 2009. Una colección de los ocho programas de radio por Internet, el programa Comiket, y un nuevo programa fue lanzado el 3 de febrero de 2010, en un paquete junto con un álbum del juego. Los programas de radio de Internet se grabaron en formato MP3.

### Manga
El 26 de septiembre de 2009, una adaptación al manga por Sarachi Yomi comenzó la serialización en Monthly Comic Alive de Media Factory en noviembre de 2009. A pesar de que el manga se publicó antes de la novela visual, la historia está inspirada en el juego.
Se han publicado dos mangas más de la misma historia pero diferentes puntos de vista. Steins;Gate: Bōkan no Rebellion (シュタインズ・ゲート 亡環のリベリオン Shutainzu Gēto Bōkan no Reberion?), ilustrado por Kenji Mizuta, comenzó la serialización en Monthly Comic Blade de Mag Garden en febrero de 2010. El manga se centra en Suzuha Amane, que cuenta los acontecimientos de la historia desde su punto de vista. Steins;Gate: Onshu no Buraunian Mōshon (STEINS;GATE恩讐のブラウニアンモーション?), ilustrado por Takeshi Mizoguchi, el manga toma el punto de vista de Tenoji Yugo.
Un libro que contiene información y los diseños de Steins;Gate fue publicado por Enterbrain el 26 de febrero de 2010.

### Drama CD
Tres drama CD fueron publicados el 31 de marzo de 2010, 28 de abril de 2010, y 2 de junio de 2010, respectivamente. El primer CD drama STEINS;GATE Drama CD alfa Sekaisen Divergence 0.571046% (STEINS;GATEドラマCD α 『哀心迷図のバベル』 ダイバージェンス０．５７１０４６％?), tiene lugar en el décimo capítulo de la ruta de Kurisu., El segundo STEINS;GATE Drama CD beta Sekaisen Divergence 1.130205% (STEINS;GATEドラマCD β 『無限遠点のアークライト』 ダイバージェンス１．１３０２０５％?), toma la historia desde la perspectiva de Mayuri Shiina. Y el tercero STEINS;GATE Drama CD gamma Sekaisen Divergence 2.615074% (STEINS;GATEドラマCD γ 『暗黒次元のハイド』 ダイバージェンス２．６１５０７４％?), trata de Rintarō, perdido en una línea del tiempo donde él es traidor de Future Gadget Laboratory.

### Anime
El 25 de julio de 2010, Chiyomaru Shikura anunció en su cuenta de Twitter que Steins;Gate sería adaptada en un anime. Más detalles sobre la adaptación se dieron a conocer en septiembre de 2010 por Newtype y Comptiq. La adaptación es producida por White Fox y comenzó a emitirse en Japón el 6 de abril de 2011. La adaptación es dirigida por Hiroshi Hamasaki y Takuya Sato, con la composición de la serie por Jukki Hanada y música de Takeshi Abo. Funimation Entertainment ha licenciado la serie.
En marzo de 2015 se anunció que la secuela del anime se encontraba en producción y fue llamada Steins;Gate 0, que empezó a emitirse el 11 de abril de 2018.
El 15 de octubre de 2020, Funimation anunció que la serie tuvo un doblaje en español latino, el cual fue estrenado el 18 de noviembre.

### Música
Steins;Gate tiene cuatro canciones del tema principal, el tema de apertura «Sky Clad Observer» (スカイクラッドの観測者 Sukai Kuraddo no Kansokusha?), el primer tema de cierre «Another Heaven», el segundo tema de cierre «Unmei no Farfalla» (運命のファルファッラ Unmei no Farufarra?), y la canción insertada «Technovision». La tercera canción es cantada por Yui Sakakibara, mientras que los otros son cantados por Kanako Itō.«Technovision» se incluyó en su álbum «Stargate», que fue lanzado el 26 de agosto de 2009. «Sky Clad Observer» fue compuesta por Chiyomura Shikura y «Another Heaven» fue compuesta por Yoshihiro Suda. El sencillo «Sky Clad Observer» fue lanzado el 28 de octubre de 2009. «Unmei no Farufarra» de Sakakibara fue compuesta por Tatsuhi Hayashi y el sencillo fue publicado el 25 de noviembre de 2009. Un álbum del juego fue lanzado el 3 de febrero de 2010, en dos discos en un paquete de tres que incluía grabaciones del programa de radio de Internet. La partitura para piano de una de las pistas, «Gate of Steiner», también se incluyó en el álbum. En el episodio 4, la canción «Watashi☆LOVE na☆Otome!» por Afilia Saga East, que también canta el opening de la secuela del juego de Steins;Gate, se puede escuchar.
El anime cuenta con dos piezas de música, el tema de apertura es «Hacking to the Gate» por Kanako Ito, mientras que el ending es «Tokitsukasadoru Jūni no Meiyaku» (刻 司 ル 十 二 ノ 盟約?) por Yui Sakakibara.

## Recepción
Steins;Gate se colocó en 13.er lugar en ventas durante su primera semana de lanzamiento, con 16 434 copias vendidas, 28.º en su segunda semana con 4253 copias, y 26.º en su tercera semana con 6095 copias, un total de 26 782 ejemplares. Steins;Gate quedó en cuarto lugar en ventas totales de Xbox 360 en Amazon Japón en el año que comienza el 1 de diciembre de 2008 hasta 30 de noviembre de 2009. Senji Ishii de Famitsu Xbox 360 elogió el escenario por su detalle y señaló que los eventos que fueron pasados por alto como insignificantes más tarde llegaron a influir en los acontecimientos del futuro. Debido a los numerosos eventos diferentes del juego, Ishii cree que debió haber sido mucho trabajo para escribir los escenarios. En el 2009, Famitsu otorgó a Steins;Gate el premio a la excelencia anual. 4Gamer.net comentó que Steins;Gate es comparable a 428: Fūsa Sareta Shibuya de, y consideró que es una joya que no se ha visto en los últimos años. ITmedia Gamez señaló que los jugadores deben estar atentos a todos los detalles en la historia como los giros, los cuales pueden sorprender al jugador de muchas maneras diferentes.